# Phase à élimination directe de la Coupe du monde de rugby à XV 1999
Navigation
Édition 1995 Édition 2003
La phase à élimination directe de la Coupe du monde en 1999 oppose les huit équipes qualifiées à l'issue du premier tour (les deux premières de chacune des quatre poules). Ces équipes se rencontrent dans des matches à élimination directe à partir des quarts de finale. Cette phase se déroule du 23 octobre au 6 novembre 1999.

## Tableau
|  | Quarts de finale                           | Quarts de finale                           |                                           |                                           | Demi-finales                               | Demi-finales                               |    |  | Finale                                    | Finale                                    |
|  | Quarts de finale                           | Quarts de finale                           |                                           |                                           | Demi-finales                               | Demi-finales                               |    |  | Finale                                    | Finale                                    |
|  |                                            |                                            |                                           |                                           |                                            |                                            |    |  |                                           |                                           |
|  | 23 octobre au Millennium Stadium, Cardiff  | 23 octobre au Millennium Stadium, Cardiff  |                                           |                                           | 30 octobre au Stade de Twickenham, Londres | 30 octobre au Stade de Twickenham, Londres |    |  | 6 novembre au Millennium Stadium, Cardiff | 6 novembre au Millennium Stadium, Cardiff |
|  | 23 octobre au Millennium Stadium, Cardiff  | 23 octobre au Millennium Stadium, Cardiff  |                                           |                                           | 30 octobre au Stade de Twickenham, Londres | 30 octobre au Stade de Twickenham, Londres |    |  | 6 novembre au Millennium Stadium, Cardiff | 6 novembre au Millennium Stadium, Cardiff |
|  | Pays de Galles                             | 9                                          |                                           |                                           | 30 octobre au Stade de Twickenham, Londres | 30 octobre au Stade de Twickenham, Londres |    |  | 6 novembre au Millennium Stadium, Cardiff | 6 novembre au Millennium Stadium, Cardiff |
|  | Pays de Galles                             | 9                                          |                                           |                                           | 30 octobre au Stade de Twickenham, Londres | 30 octobre au Stade de Twickenham, Londres |    |  | 6 novembre au Millennium Stadium, Cardiff | 6 novembre au Millennium Stadium, Cardiff |
|  | Australie                                  | 24                                         |                                           |                                           | 30 octobre au Stade de Twickenham, Londres | 30 octobre au Stade de Twickenham, Londres |    |  | 6 novembre au Millennium Stadium, Cardiff | 6 novembre au Millennium Stadium, Cardiff |
|  | Australie                                  | 24                                         | Australie                                 | 27                                        |                                            |                                            |    |  | 6 novembre au Millennium Stadium, Cardiff | 6 novembre au Millennium Stadium, Cardiff |
|  | 24 octobre au Stade de France, Saint-Denis |                                            | Australie                                 | 27                                        |                                            |                                            |    |  | 6 novembre au Millennium Stadium, Cardiff | 6 novembre au Millennium Stadium, Cardiff |
|  |                                            | Afrique du Sud                             | 21                                        |                                           |                                            |                                            |    |  | 6 novembre au Millennium Stadium, Cardiff | 6 novembre au Millennium Stadium, Cardiff |
|  | Afrique du Sud                             | Afrique du Sud                             | 21                                        | 44                                        |                                            |                                            |    |  | 6 novembre au Millennium Stadium, Cardiff | 6 novembre au Millennium Stadium, Cardiff |
|  | Afrique du Sud                             |                                            |                                           | 44                                        |                                            |                                            |    |  | 6 novembre au Millennium Stadium, Cardiff | 6 novembre au Millennium Stadium, Cardiff |
|  | Angleterre                                 | 21                                         |                                           |                                           |                                            |                                            |    |  | 6 novembre au Millennium Stadium, Cardiff | 6 novembre au Millennium Stadium, Cardiff |
|  | Angleterre                                 | 21                                         | Australie                                 | 35                                        |                                            |                                            |    |  |                                           |                                           |
|  | 24 octobre à Lansdowne Road, Dublin        |                                            | Australie                                 | 35                                        |                                            |                                            |    |  |                                           |                                           |
|  |                                            | France                                     | 12                                        |                                           |                                            |                                            |    |  |                                           |                                           |
|  | France                                     | France                                     | 12                                        | 47                                        |                                            |                                            |    |  |                                           |                                           |
|  | France                                     | 31 octobre au Stade de Twickenham, Londres |                                           | 47                                        |                                            |                                            |    |  |                                           |                                           |
|  | Argentine                                  | 26                                         |                                           |                                           |                                            |                                            |    |  |                                           |                                           |
|  | Argentine                                  | 26                                         | France                                    | 43                                        |                                            |                                            |    |  |                                           |                                           |
|  | 24 octobre à Murrayfield, Édimbourg        | 24 octobre à Murrayfield, Édimbourg        | France                                    | 43                                        | Match pour la 3e place                     | Match pour la 3e place                     |    |  |                                           |                                           |
|  | 24 octobre à Murrayfield, Édimbourg        | 24 octobre à Murrayfield, Édimbourg        |                                           | Nouvelle-Zélande                          | Match pour la 3e place                     | Match pour la 3e place                     | 31 |  |                                           |                                           |
|  | Nouvelle-Zélande                           | 30                                         | 4 novembre au Millennium Stadium, Cardiff | 4 novembre au Millennium Stadium, Cardiff |                                            |                                            | 31 |  |                                           |                                           |
|  | Nouvelle-Zélande                           | 30                                         | 4 novembre au Millennium Stadium, Cardiff | 4 novembre au Millennium Stadium, Cardiff |                                            |                                            |    |  |                                           |                                           |
|  | Écosse                                     | 18                                         |                                           | Afrique du Sud                            | 22                                         |                                            |    |  |                                           |                                           |
|  | Écosse                                     | 18                                         |                                           | Afrique du Sud                            | 22                                         |                                            |    |  |                                           |                                           |
|  |                                            |                                            |                                           |                                           |                                            |                                            |    |  | Nouvelle-Zélande                          | 18                                        |
|  |                                            |                                            |                                           |                                           |                                            |                                            |    |  | Nouvelle-Zélande                          | 18                                        |

## Quarts de finale
| Samedi 23 octobre 1999 | Pays de Galles                        | 9 - 24 (9 - 10) | Australie                                                                                                 | Millennium Stadium, Cardiff 72 000 spectateurs Arbitre : Colin Hawke |
| Samedi 23 octobre 1999 | Pénalité(s) : 3 Jenkins 10e, 21e, 31e |                 | Essai(s) : 3 Gregan 6e, 80e Tune 65e Transformation(s) : 3/3 Burke (6e, 65e, 80e) Pénalité(s) : Burke 13e | Millennium Stadium, Cardiff 72 000 spectateurs Arbitre : Colin Hawke |
| Samedi 23 octobre 1999 |                                       |                 | | Millennium Stadium, Cardiff 72 000 spectateurs Arbitre : Colin Hawke |

| Dimanche 24 octobre 1999 | Afrique du Sud | 44 - 21 (16-12) | Angleterre                                                       | Stade de France, Saint-Denis 75 000 spectateurs Arbitre : Jim Fleming |
| Dimanche 24 octobre 1999 | Essai(s) : 2 van der Westhuizen 38e Rossouw 80e Transformation(s) : 2/2 de Beer 38e, 80e Pénalité(s) : 5 de Beer 5e, 10e, 25e, 79e, 80e Drop(s) : 5 de Beer 44e, 46e, 54e, 72e, 75e |                 | Pénalité(s) : 7 Grayson 3e, 7e, 12e, 18e, 43e, 48e Wilkinson 64e | Stade de France, Saint-Denis 75 000 spectateurs Arbitre : Jim Fleming |
| Dimanche 24 octobre 1999 | |                 |                                                                  | Stade de France, Saint-Denis 75 000 spectateurs Arbitre : Jim Fleming |

| Dimanche 24 octobre 1999 | Écosse | 18 - 30 (3-25) | Nouvelle-Zélande | Murrayfield Stadium, Édimbourg 59 750 spectateurs Arbitre : Ed Morrison |
| Dimanche 24 octobre 1999 | Essai(s) : 2 Pountney 67e Murray 80e Transformation(s) : Logan 67e Pénalité(s) : Logan 21e Drop(s) : Townsend 49e |                | Essai(s) : 4 Umaga 13e, 40e Wilson 15e Lomu 61e Transformation(s) : 2/4 Mehrtens 13e, 15e Pénalité(s) : 2 Mehrtens 8e, 25e | Murrayfield Stadium, Édimbourg 59 750 spectateurs Arbitre : Ed Morrison |
| Dimanche 24 octobre 1999 | |                | | Murrayfield Stadium, Édimbourg 59 750 spectateurs Arbitre : Ed Morrison |

| Dimanche 24 octobre 1999 | Argentine | 26 - 47 (20-27) | France | Lansdowne Road, Dublin 40 000 spectateurs Arbitre : Derek Bevan |
| Dimanche 24 octobre 1999 | Essai(s) : 2 Pichot 23e Arbizu 40e Transformation(s) : 2/2 Quesada 23e, 40e Pénalité(s) : 4 Quesada 27e, 39e, 54e Contepomi 69e |                 | Essai(s) : 5 Garbajosa 5e,78e Bernat-Salles 10e, 75e Ntamack 28e Transformation(s) : 5/5 Lamaison 5e, 10e, 28e, 75e, 78e Pénalité(s) : 4 Lamaison 3e, 34e, 51e, 73e | Lansdowne Road, Dublin 40 000 spectateurs Arbitre : Derek Bevan |
| Dimanche 24 octobre 1999 | |                 | | Lansdowne Road, Dublin 40 000 spectateurs Arbitre : Derek Bevan |

## Demi-finales
| Samedi 30 octobre 1999 | Australie                                                                         | 27 - 21 (a.p. (18-18)) (12-6) | Afrique du Sud                                                             | Stade de Twickenham, Londres 73 000 spectateurs Arbitre : Derek Bevan |
| Samedi 30 octobre 1999 | Pénalité(s) : 8 Burke12e, 22e, 26e, 40e, 65e, 75e, 89e, 90e Drop(s) : Larkham 94e |                               | Pénalité(s) : 6 de Beer 24e, 36e, 44e, 79e, 80e, 86e Drop(s) : de Beer 51e | Stade de Twickenham, Londres 73 000 spectateurs Arbitre : Derek Bevan |
| Samedi 30 octobre 1999 |                                                                                   |                               |                                                                            | Stade de Twickenham, Londres 73 000 spectateurs Arbitre : Derek Bevan |

| Dimanche 31 octobre 1999 | Nouvelle-Zélande | 31 - 43 (17-10) | France | Stade de Twickenham, Londres 73 000 spectateurs Arbitre : Jim Fleming |
| Dimanche 31 octobre 1999 | Essai(s) : 3 Lomu 23e, 44e Wilson 80e Transformation(s) : 2/3 Andrew Mehrtens 44e, 80e Pénalité(s) : 4 Andrew Mehrtens 9e, 18e, 22e, 39e |                 | Essai(s) : 4 Lamaison 20e Dominici 56e Dourthe 60e Bernat-Salles 74e Transformation(s) : 4/4 Lamaison Pénalité(s) : 3 Lamaison 3e, 51e, 55e Drop(s) : 2 Lamaison 47e, 49e | Stade de Twickenham, Londres 73 000 spectateurs Arbitre : Jim Fleming |
| Dimanche 31 octobre 1999 | |                 | | Stade de Twickenham, Londres 73 000 spectateurs Arbitre : Jim Fleming |

- Christophe Lamaison réalise un rare full house[7] , c'est-à-dire qu'il a marqué des quatre manières possibles en rugby dans un match (ici 1 essai, 4 transformations, 3 pénalités et 2 drops).

## Match pour la troisième place
| Jeudi 4 novembre 1999 | Afrique du Sud | 22 – 18 (15-12) | Nouvelle-Zélande                                      | Millennium Stadium, Cardiff 72 000 spectateurs Arbitre : Peter Marshall |
| Jeudi 4 novembre 1999 | Essai(s) : Paulse 26e Transformation(s) : Honiball 26e Pénalité(s) : 3 Honiball 17e, 38e, 47e Drop(s) : 2 Montgomery 12e, 75e |                 | Pénalité(s) : 6 Mehrtens 11e, 25e, 33e, 40e, 53e, 68e | Millennium Stadium, Cardiff 72 000 spectateurs Arbitre : Peter Marshall |
| Jeudi 4 novembre 1999 | |                 |                                                       | Millennium Stadium, Cardiff 72 000 spectateurs Arbitre : Peter Marshall |

## Finale
Homme du match :
Points marqués :

 Australie
- 2 essais : Tune 67e, Finegan 80e+6
- 2 transformations Burke
- 7 pénalités : Burke 5e, 15e, 25e, 44e, 46e, 59e, 65e

 France
- 4 pénalités : Lamaison 2e, 12e, 52e, 61e

Évolution du score : 0-3, 3-3, 3-6, 6-6, 9-6, 12-6, mt, 15-6, 15-9, 18-9, 18-12, 21-12, 28-12, 35-12
Arbitre : André Watson 
Résumé
| Australie Titulaires Matt Burke 15 Ben Tune 14 Dan Herbert 13 Tim Horan 12 Joe Roff 11 Stephen Larkham 10 George Gregan 9 Toutai Kefu 8 David John Wilson 7 Matthew Cockbain 6 (cap) John Eales 5 David Giffin 4 Andrew Blades 3 Michael Foley 2 Richard Harry 1 Remplaçants Jeremy Paul 16 Dan Crowley 17 Owen Finegan 18 Mark Connors 19 Chris Whitaker 20 Nathan Grey 21 Jason Little 22 Entraîneur Rod Macqueen |  | France Titulaires 15 Xavier Garbajosa 14 Philippe Bernat-Salles 13 Richard Dourthe 12 Émile Ntamack 11 Christophe Dominici 10 Christophe Lamaison 9 Fabien Galthié 8 Christophe Juillet 7 Olivier Magne 6 Marc Lièvremont 5 Abdelatif Benazzi 4 Fabien Pelous 3 Franck Tournaire 2 Raphaël Ibanez (cap) 1 Christian Califano Remplaçants 16 Marc Dal Maso 17 Pieter de Villiers 18 Olivier Brouzet 19 Arnaud Costes 20 Stéphane Castaignède 21 Stéphane Glas 22 Ugo Mola Entraîneur Jean-Claude Skrela |